# Gymnochiromyia concolor
Gymnochiromyia concolor är en tvåvingeart som först beskrevs av Malloch 1914.  Gymnochiromyia concolor ingår i släktet Gymnochiromyia och familjen gulflugor. Inga underarter finns listade i Catalogue of Life.